# سکوباربیتال
سکوباربیتال سدیم (به انگلیسی: Secobarbital sodium) (توسط ایلای لی‌لی اند کامپنی و شرکت‌های دیگر، تحت نام تجاری سکونال (Seconal) عرضه می‌شود) یک داروی مشتق شده از باربیتورات است که در سال ۱۹۳۴ در ایالات متحده ثبت شد. این یک داروی با خواص بیهوشی،  ضداضطراب، آرام‌بخش و خواب‌آور است. در انگلستان، با نام quinalbarbitone شناخته شده‌است. این دارو بیشترین استفاده را در خودکشی با کمک پزشک در ایالات متحده دارد.